# 陳錕山
陳錕山（英語：Chen Kunshan，1960年10月1日—）是台灣台中市出生的電機學者，主要研究領域為電波遙測，現旅居中華人民共和國。在電波散射理論研究上有傑出貢獻，為IEM微波散射模型三位創始人之一，也是台灣第一位在遙測領域入選IEEE院士的學者，曾任職國立中央大學兼任通訊系統研究中心主任。2013年無故棄職以美國護照出境到中國大陆任職，被認為可能威脅到台灣安全，2014年入选中组部第十批“千人计划”创新人才长期项目，现任职於中国科学院遥感与数字地球研究所研究員。2024年4月台中地方法院判決陳錕山於民國102年因無故棄職逃匿中國以致國立中央大學遭農委會林務局農林航空量測所仲裁損失共新台幣89萬多元，陳錕山須賠償國立中央大學賠償新台幣89萬多元。

## 生平

### 留學與歸國
陳錕山出生於台中市，先後就讀於臺中高工電工科（第四屆）、台北工專、台灣工業技術學院電機工程系。1987年在德克薩斯大學阿靈頓分校（University of Texas at Arlington）取得電機學碩士，1990年進一步取得博士學位。
1992年回到台灣，至國立中央大學太空及遙測研究中心服務；同時擔任太空科學研究所與資訊工程系教授，主持微波遙測實驗室。發表國際期刊論文數逾80篇、國際會議論文數逾150篇 ; 本身獲選為國際電磁學院會員，並擔任多家國際衛星遙測及雷達無線電研究機構之技術顧問，擔任《航測及遙測學刊》總編輯、《航太學刊》副編輯、《 IEEE Transactions on Geoscience and Remote Sensing》副編輯、《Journal of Electromagnetic Waves and Applications》編輯委員，同時被委派為國際無線電科學聯合會中華民國委員會F組召集人，國際航測與遙測協會中華民國委員會第一委員會國家聯絡人。
1996年8月，陳錕山任國立中央大學太空及遙測研究中心教授。他还曾任1999年國際電磁研究研討會技術主席。2001年至2004年，任國立中央大學太空及遙測研究中心主任，並且是該中心合成孔徑雷達開發、建置、處理及分析的唯一研究者。
2006年，當選國際電機電子工程師學會（IEEE）院士，是該領域當時中華民國國內第一人。
2008年至2013年間，任國立中央大學通訊系統研究中心主任；同時他還擔任國立中央大學資訊工程研究所教授、國立中央大學太空及遙測研究中心首席（講座）教授、國立中央大學前瞻科技研究中心主任等職務。

### 赴中華人民共和國任职
2013年9月起，陳錕山以美國護照出境後，至北京中國科學院任職研究員。台灣國立中央大學校方表示他未向校方提出離職的通知，以曠職方式，解除他的教授職務。
2014年3月，由设在北京的中国科学院遥感与数字地球研究所申报陳錕山研究员获批入选中组部第十批“千人计划”创新人才长期项目。这是中国科学院遥感与数字地球研究所成功聘请的第三位“千人计划”专家。此次“千人计划”创新人才长期项目，中国科学院共有20人入选，陳錕山便是其中之一。同年3月，大陆媒体报道了陈锟山入选“千人计划”并在遥感科学国家重点实验室任职的新闻。
2014年5月23日，台灣媒體報導陳錕山入選千人計劃。自由時報與蘋果日報等媒體報導，指陳錕山無故棄職，指稱他曾接下農委會委託的兩億五千餘萬元計畫案，未結案就赴中國大陸，由國立中央大學校務基金墊付賠償一億多元。因他長期參與台灣國安計畫，被懷疑可能攜帶國土安全資訊、國安系統分析衛星影像的機密情報前往中國大陸。中央大學副校長劉振榮主動接受蘋果日報採訪，批評陳錕山教授。中華民國教育部部長蔣偉寧對陳錕山棄職到大陸任職的個人選擇表示遺憾。中華民國教育部主任秘書王作台表示，過去台灣學者大多在退休後才赴大陸任職，像陳錕山直接棄職的情況少見。國防部表示陳錕山研究未涉機密。
5月28日，国台办发言人马晓光就台研究员入职中科院“遥感科学国家重点实验室”一事回答记者提问时说明，两岸各领域开展交流合作和人才流动是很正常的，不必大惊小怪。
許多媒體猜測，這是內鬥所造成的結果，其中《新新聞》雜誌報導指出，國安體系認為他是被有計畫有、策略性的「陷害」，主要就是在檢調體系大舉偵辦大學教授虛報研究費的案件，檢調單位的偵辦方法，讓許多教授害怕冤獄、或因為被收押而失去學術生命，陳錕山保護妻小、將他們送往美國定居，中國大陆在此时聘请陳錕山，其時機非常巧合。另外，新新聞雜誌也指責科技資源不足，造成人才無法發揮，而且執政當局親共、造成上行下效的問題。
2014年9月12日，中華民國移民署認為，陳錕山在國立大學任教，並在學校兼行政職務，位階等同十一職等位階公務員。中華民國政府目前只開放十職等以下公務員赴中國大陆地区，十職等以上公務員若赴大陆，需先取得許可。因陳錕山未經許可同意前往大陆的次數達到四次，以每次二萬元計算，對他做出八萬元罰鍰的行政處份。

## 學術貢獻
陈锟山是世界知名的微波遥感领域学者，也是亚洲少数几位遥感领域IEEE院士。他在电波散射理论研究方面贡献杰出，发展的模型已经被广泛应用在地表微波遥感研究中。他是IEM微波散射模型的三位创构人之一，并且在此基础上完成了建构先进积分方程模型（AIEM）。AIEM是当前世界上唯一可同时精确预测微波辐射率与雷达散射系数的模式，已经被广泛应用在微波散射与辐射的机理探究和地表遥感之中。

## 外部連結
- 陳錕山，南京大學蘇州校區 （页面存档备份，存于）
- 陳錕山，國立台灣科技大學